# Bambú negre
El bambú negre (Phyllostacys nigra) és un bambú de la família de les poàcies, ordre Poales, subclasse Liliidae, classe Liliopsida, divisió Magnoliophyta.

## Descripció
Atenyen una altitud fins a cinc-set metres i un diàmetre fins a quatre centímetres, creixen en grups que obtenen el seu color negre després de dues o tres estacions. Les fulles oblongues lanceolades mesuren de quatre a tretze centímetres. S'han desenvolupat nombrosos cultivars per ús horticultural.

A la Xina i altres països on va ser introduït s'utilitza com a fusta i per fer instruments de música. Va ser introduït a Europa vers 1823.